# دانييل رودريغيز
دانييل رودريغيز (بالإسبانية: Daniel Rodríguez Vázquez)‏ (6 يونيو 1988 بيتانزوس إسبانيا - ) هو لاعب كرة قدم إسباني يلعب كلاعب وسط.

## روابط خارجية
- دانييل رودريغيز على موقع قاعدة بيانات كرة القدم.إي يو (الإنجليزية)
- دانييل رودريغيز على موقع Soccerway.com (الإنجليزية)
- دانييل رودريغيز على موقع AS.com (الإسبانية)